# Pochewnik
Pochewnik (Coleura) – rodzaj ssaków z podrodziny upiorów (Emballonurinae) w obrębie rodziny upiorowatych (Emballonuridae).

## Rozmieszczenie geograficzne
Rodzaj obejmuje gatunki występujące w Afryce, głównie środkowej i środkowo-wschodniej, oraz na Madagaskarze i Seszelach.

## Morfologia
Długość ciała (bez ogona) 55–65 mm, długość ogona 10–18 mm, długość ucha 13,1–18 mm, długość tylnej stopy 6–10,5 mm, długość przedramienia 45–56,4 mm; masa ciała 8,4–12,5 g.

## Systematyka
Rodzaj zdefiniował w 1867 roku niemiecki zoolog Wilhelm Peters w artykule zatytułowanym O nietoperzach z rodzaju Mimon i Saccopteryx, opublikowanym w czasopiśmie „Monatsberichte der Königlichen Preussische Akademie des Wissenschaften zu Berlin”. Gatunkiem typowym jest (oznaczenie monotypowe) pochewnik afrykański (C. afra).

### Etymologia
Coleura: gr. κολεον koleon ‘pochwa miecza’; ουρα oura ‘ogon’.

### Podział systematyczny
Do rodzaju należą cztery występujące współcześnie gatunki:
| Grafika | Gatunek               | Autor i rok opisu                                                                                        | Nazwa zwyczajowa        | Podgatunki         | Rozmieszczenie geograficzne | Podstawowe wymiary                                             | Status IUCN |
| ------- | --------------------- | --- | ----------------------- | ------------------ | --- | -------------------------------------------------------------- | ----------- |
|         | Coleura afra          | (W.C.H. Peters, 1852)                                                                                    | pochewnik afrykański    | gatunek monotypowy | Gwinea Bissau i Gwinea na wschód do zachodniej Nigerii, także od Republiki Środkowoafrykańskiej i Demokratycznej Republiki Konga do Somalii i Kenii, zapisy z Angoli (Benguela) i północnego Mozambiku | DC: 5,5–6,5 cm DO: 1–1,1 cm DP: 4,9–5,5 cm MC: 10–12 g         | LC          |
|         | Coleura gallarum      | O. Thomas, 1915                                                                                          |                         | gatunek monotypowy | przybrzeżny Sudan, Erytrea, Etiopia, Dżibuti, północna Somalia, południowy Jemen i południowo-zachodni Oman; granice zasięgu nieznane                                                                  | DC: brak danych DO: brak danych DP: 4,5–4,8 cm MC: brak danych | NE          |
|         | Coleura seychellensis | W.C.H. Peters, 1868                                                                                      | pochewnik seszelski     | 2 podgatunki       | endemit Seszeli: północno-zachodnie Mahé i Silhouette; wymarły na Praslin i La Digue | DC: 5,5–6,5 cm DO: brak danych DP: 5,2–5,6 cm MC: 10,2–11,1 g  | CR          |
|         | Coleura kibomalandy   | S.M. Goodman, Puechmaille, Friedli-Weyeneth, Gerlach, Ruedi, M.C. Schoeman, Stanley & E.C. Teeling, 2012 | pochewnik madagaskarski | gatunek monotypowy | endemit Madagaskaru: znany tylko z specjalnego rezerwatu Ankarana i Parku Narodowego Tsingy de Namoroka; zakres wysokości: 15–115 m n.p.m.                                                             | DC: 6,3–6,4 cm DO: 1,1–1,8 cm DP: 4,8–5,2 cm MC: 8,4–12,5 g    | DD          |

Kategorie IUCN:  LC  – gatunek najmniejszej troski,  CR  – gatunek krytycznie zagrożony,  DD  – gatunki o nieokreślonym stopniu zagrożenia;  NE  – gatunki niepoddane jeszcze ocenie.
Opisano również wymarły gatunek z późnego pliocenu dzisiejszej Etiopii:
- Coleura muthokai Wesselman, 1984